# Rede Amazônica Vilhena
Rede Amazônica Vilhena é uma emissora de televisão brasileira sediada em Vilhena, cidade do estado de Rondônia. Opera nos canais 5 VHF analógico e 15 UHF digital, e é afiliada à TV Globo. Pertence ao Grupo Rede Amazônica.

## História
A emissora foi inaugurada como TV Vilhena pelo jornalista Phelippe Daou em 23 de novembro de 1977, no mesmo ano de fundação da cidade. Foi o primeiro veículo de comunicação a ser fundado na região do Cone Sul do estado, chegando antes mesmo das emissoras de rádio. Inicialmente, assim como as demais emissoras de televisão da Rede Amazônica, era afiliada à Rede Bandeirantes. A emissora exibia a programação nacional por meio de fitas levadas a Vilhena por meio de avião, e levadas até a emissora pelo diretor da emissora, conhecido como "Seu Castilho", que ia de bicicleta cargueira até o aeroporto para buscar o material.
Em 1983, seguindo as demais emissoras da rede (com exceção da TV Amazonas), a TV Vilhena deixou a Rede Bandeirantes e se tornou afiliada à Rede Globo.
A partir de 3 de janeiro de 2015, a emissora deixou de se identificar como TV Vilhena, passando a utilizar a nomenclatura Rede Amazônica Vilhena.
Em 28 de setembro de 2020, os representantes da Rede Amazônica Vilhena, na reunião feita pelo Tribunal Regional Eleitoral de Rondônia para definir como seria o horário eleitoral gratuito nas eleições municipais, afirmaram que a emissora não tinha capacidade técnica para transmissão dos programas. O juiz eleitoral Vinícius Bovo de Albuquerque Cabral afirmou não ver fundamentação jurídica para a recusa da emissora. No entanto, em 5 de outubro, o juiz Francisco Borges Ferreira Neto acatou os argumentos da Rede Amazônica Vilhena, que não exibiu a propaganda eleitoral naquele ano.
Em 29 de julho de 2022, após anos sem produzir telejornalismo local, a emissora anunciou o retorno da edição local do Jornal de Rondônia 2ª Edição. O jornalístico estreou em 1° de agosto, e passou a ser apresentado por Talitha Teixeira diretamente dos estúdios da Rede Amazônica em Manaus, onde já eram gerados telejornais das emissoras de Ariquemes e Ji-Paraná. A equipe em Vilhena é responsável pela produção de reportagens.

## Sinal digital
| Canal virtual | Canal digital | Proporção de tela | Programação                                             |
| ------------- | ------------- | ----------------- | ------------------------------------------------------- |
| 5.1           | 15 UHF        | 1080i             | Programação principal da Rede Amazônica Vilhena / Globo |

A emissora, como TV Vilhena, iniciou suas transmissões digitais em 23 de maio de 2014, através do canal 15 UHF, sendo a quarta emissora da Rede Amazônica em Rondônia a operar na nova tecnologia.

## Programas
Atualmente, além de transmitir a programação nacional da TV Globo e estadual da Rede Amazônica Porto Velho, a Rede Amazônica Vilhena produz e exibe o seguinte programa:
- Jornal de Rondônia 2ª Edição: Telejornal, com Talitha Teixeira;[13]

Outro programa local compôs a grade da emissora e foi descontinuado:
- Jornal de Vilhena[14]

## Equipe

### Membros atuais
- Andréia João[11]
- Lieberson Pimentel[11]
- Maelly Nunes[15]
- Talitha Teixeira[13]

### Membros antigos
- Arlene Balieiro[16]
- Francielly Hattori[17]
- Luiz de Carvalho[18]
- Priciele Venturini[19]
- Renato Barros (hoje na SIC TV Vilhena)[20]